# Tonga
För andra betydelser, se Tonga (olika betydelser).
Tonga, formellt Konungariket Tonga (tonganska: Puleʻanga Fakatuʻi ʻo Tonga), är en självständig stat och arkipelag belägen i södra Stilla havet, bestående av 172 utspridda öar på ett över 700 000 km² stort område. 52 av öarna är bebodda, varav 36 permanent. Konungariket sträcker sig över ett avstånd på cirka 800 km i nord-sydlig linje och ligger på ungefär en tredjedel av avståndet från Nya Zeeland till Hawaii. Tonga blev också känt som "Friendly Islands" på grund av det vänliga mottagande James Cook fick vid sitt första besök där 1773.
Tonga är den enda önationen i regionen som undgått formell kolonisation. Under 2010 tog Tonga ett avgörande steg mot att bli en fullt fungerande konstitutionell monarki efter lagstiftningsreformer banade väg för det första representativa valet som resulterade i valet av adelsmannen Sialeʻataongo Tuʻivakanō som sin första demokratiskt valda premiärminister.
Tonga är medlemsland i Förenta nationerna (sedan 14 september 1999), Samväldet (sedan 1970) och Pacific Islands Forum.
I januari 2022 inträffade ett stort vulkanutbrott vid ön Hunga Tonga, vilket utlöste en tsunami som orsakade stora skador även i andra delar av Tonga.

## Historia
Tongaöarna har bebotts av polynesier sedan Lapitakulturen på 2000-talet f.Kr. Runt 950 e.Kr. grundades början till det tonganska imperiet då 'Aho'eitu tillträdde som den förste Tu'i Tonga ("härskare över Tonga"). Imperiet hade sin bas på Tongatapu och senare utsåg man Mu'a till huvudstad. Imperiet utvidgades under 1200-talet. Under 1500-talet utbröt en rad inbördeskrig och under 1700-talet drabbades imperiet av ytterligare interna strider.
Under denna tid kom även de första européerna till Tonga. Den 28 april 1616 anlände de nederländska upptäcktsresandena Willem Corneliszoon Schouten och Jacob Le Maire till Niuasöarna och nederländaren Abel Tasman anlände den 21 januari 1643 till  Tongatapuön och Ha'apaiöarna. Britten James Cook gjorde sin första resa till öarna den 2 oktober 1773 och namngav dem då Vänskapsöarna. Den 5 maj 1781 reste spanjoren Francisco Antonio Maurelle slutligen även till Vava'uöarna. Missionärer fick befolkningen att till stor del bli kristna.
1845 bildades en polynesisk monarki som fick namnet Vänskapsöarna under George Tupou I som då tog titeln Tu'i Kanokupolu. Den 9 december 1865 avled den siste Tu'i Tonga och den 4 november 1875 grundades det nya kungariket Tonga under George Tupou I, vars ättlingar är Tongas monarker än idag. År 1886 deklarerades Tonga vara neutralt territorium under stormakternas expansion i området, men genom Berlinfördraget 1899 gavs Tonga status som brittiskt protektorat, dock utan att bli en koloni. Den 19 maj 1900 blev Tonga formellt ett protektorat och del av Brittiska Västra Stillahavsterritoriet.
År 1952 lämnade Tonga protektoratet och blev den 5 juni 1970 åter en självständig monarki och därmed den enda monarkin i Stilla havet. Samma år anslöt sig landet till det brittiska Commonwealth of Nations (Samväldet). År 1972 deklarerade Tonga att det territorium som den nyligen utropade Republiken Minerva gjorde anspråk på tillhörde Tonga och Minerva blev aldrig erkänt som självständig stat. Tonga blev 1999 medlem av Förenta nationerna. Den 10 september 2006 dog kung Taufa'ahau Tupou IV på Mercy Hospital i Auckland och hans son övertog tronen som George Tupou V. Den 16 november utbröt upplopp i huvudstaden Nuku'alofa. Den 29 juli 2008 avskaffade kung George Tupou V den absoluta monarkin och lämnade ifrån sig merparten av sina befogenheter till premiärministern.

## Geografi

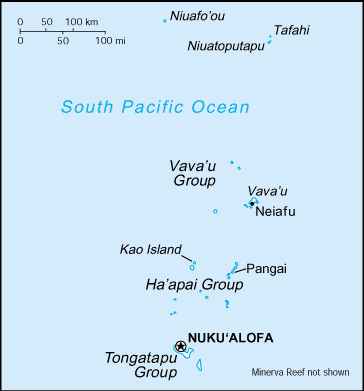
Karta över Tonga.

Tonga ligger söder om ekvatorn vid datumgränsen och cirka 650 kilometer öster om Fiji och cirka 500 km väster om Niue. Tonga har en sammanlagd areal om cirka 748 km² och består av 169 större öar, varav cirka 36 är bebodda, fördelade på 4 ögrupper bestående av två parallella ökedjor:
- Tongatapu, huvudgruppen, cirka 347 km²
- Vava'u, norr om Ha'apai, cirka 121 km² med cirka 60 större öar
- Ha'apai, norr om Tongatapu, cirka 118 km² med cirka 40 större öar
- Niuas, längst norrut, cirka 71 km² med 3 större öar
- samt Minervareven, längst söderut, cirka 600 km sydväst om Tongatapu.

### Topografi och hydrografi
I östra delen av öriket är terrängen huvudsakligen bestående av låga, bördiga öar med många olika slags stenformationer, som successivt till väster övergår till bergigare terräng av vulkaniskt ursprung. De flesta öarna är av vulkaniskt ursprung medan några är stora korallöar. Den högsta höjden är ett namnlöst berg på ca 1 033 meter över havet och ligger på Kao. Tillsammans bildar ögrupperna en ca 800 kilometer lång linje från nord till syd. De geologiskt aktiva vulkanöarna ligger i en ungefärlig nordsydlig linje i den så kallade Pacifiska eldringen väster om de mer befolkade öarna. En ny ö skapades i Ha'apaigruppen under ett vulkanutbrott på 1990-talet. I maj 2006 drabbades landet även av en jordbävning som mätte 8,0 på Richterskalan där epicentrum låg ungefär 155 km söder om ön Neiafu och nordost om huvudön.

### Klimat
Tonga har ett subtropiskt klimat, det vill säga varmt och fuktigt men mildras av passadvindarna. Regnperioden varar från oktober till april och då är även cykloner vanliga.

### Miljöproblem

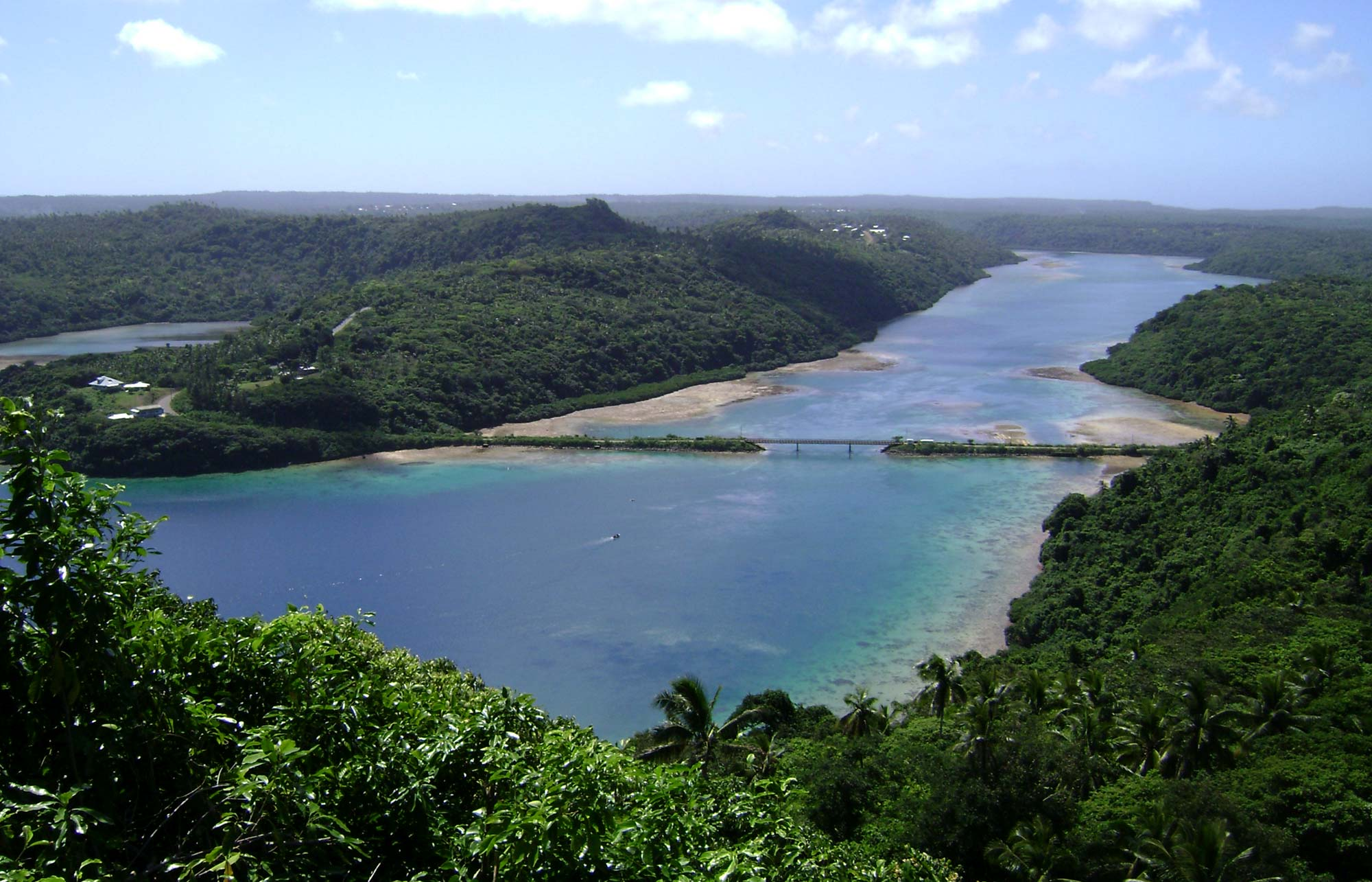
Tongas skogar med bron Vaipūua.

Bland Tongas miljöproblem finns alltför stor avverkning av skog för att ge plats åt mer odlingsbar mark, att korallreven skadas av korall- och snäcksamlare och att havssköldpaddor jagas i alltför stor omfattning.

## Styre och politik

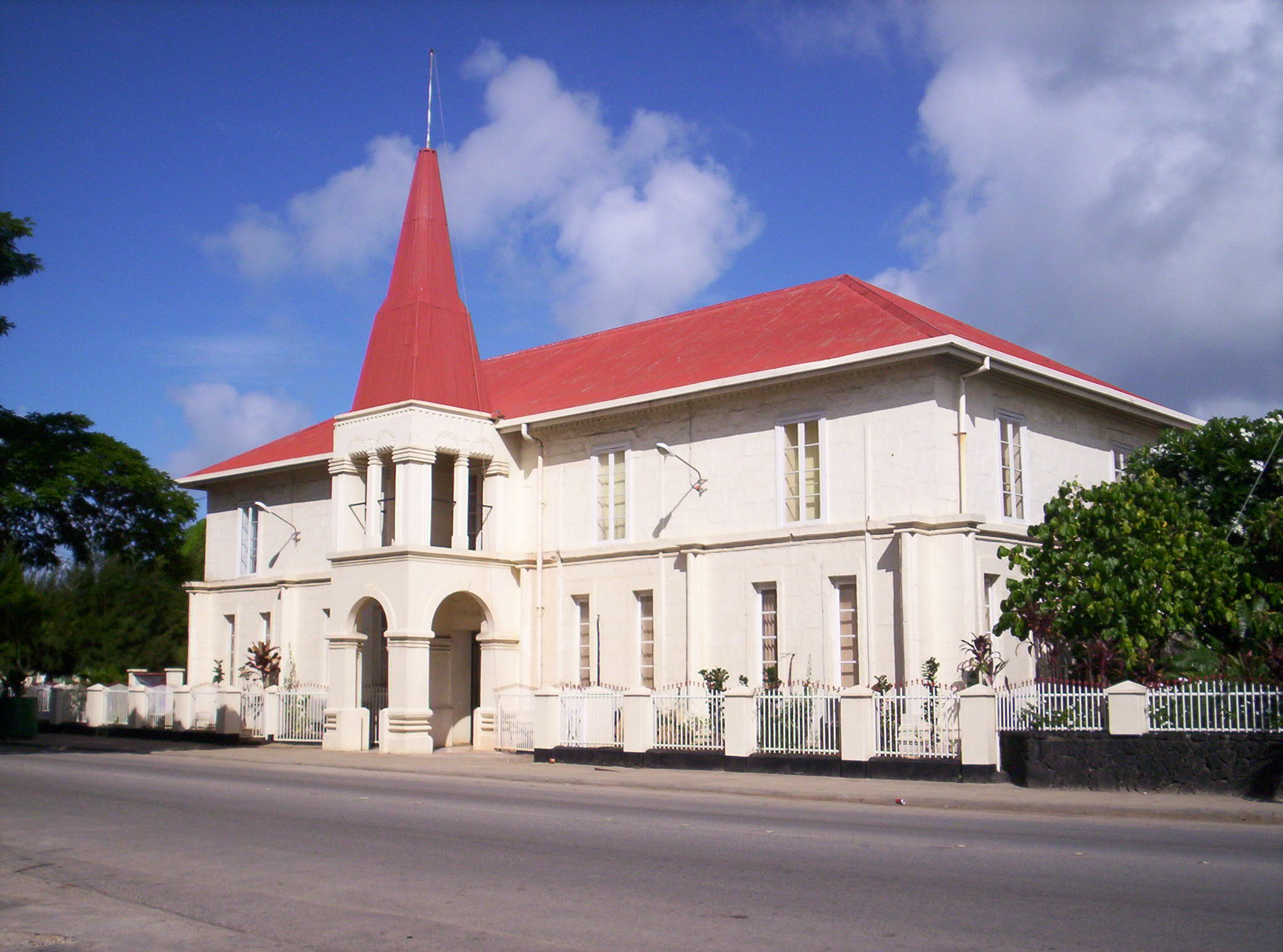
Parlamentshuset i Nuku'alofa.

### Författning och styre
Tonga är en konstitutionell monarki med kungen som statschef och premiärministern som regeringschef. Monarkin är ärftlig medan premiärministern väljs av Fale Alea, landets parlament, och formellt utnämns av kungen. Premiärministern nominerar i sin tur ministrar till sin regering som utnämns av kungen. Enligt konstitutionen har kungen ett eget statsråd (engelska: Privy Council) för att agera rådgivare. Kungen utser själv vilka som ska sitta i statsrådet.
Parlamentet Fale Alea har sitt säte i huvudstaden Nuku'alofa på Tongatapu och är en enkammarförsamling med 26 ledamöter på 3-årsmandat. 17 ledamöter representerar folket och väljs i enmansvalkretsar i majoritetsval och 9 ledamöter är indirekt valda av Tongas adelsmän. Landets dömande makts högsta domstol (engelska: Court of Appeal) bildades 1875 och består av dess ordförande (engelska: Chief Justice) och andra domare vars antal bestäms av kungen. Domare i högsta domstolen utnämns av kungen i sitt statsråd men måste godkännas av landets parlament. Överklaganden av domar från högsta domstolen avgörs i kungens statsråd. Tonga tillämpar rättssystemet Common law.
Tonga har allmän och lika rösträtt och rösträttsåldern är 21 år.

#### Monarker i modern tid
1. Kung George Tupou I (1875-1893)
2. Kung George Tupou II (1893-1918)

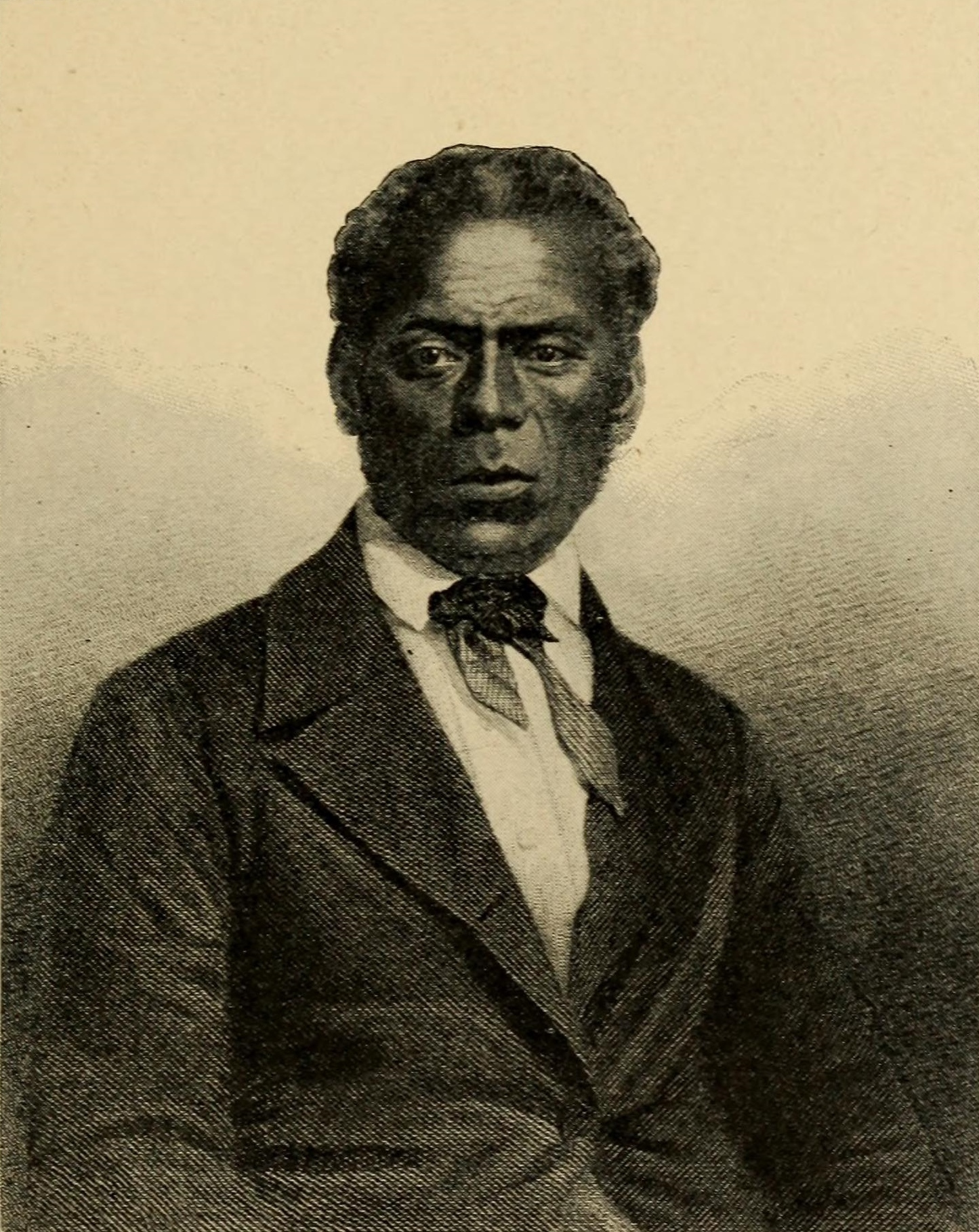
George Tupou I

3. Drottning Salote Tupou III (1918-1965)
4. Kung Taufa'ahau Tupou IV (1965-2006)
5. Kung George Tupou V (2006-2012)
6. Kung Tupou VI (2012-)

### Administrativ indelning
Tonga är uppdelad i 3 län Tongatapu, Vava'u  och Ha'apai. Tongatapudistrikt är uppdelad i 3 divisioner med Eua, Niuas och Tongatapu. Alla län är sedan underdelade i distrikt.

### Försvar
Tongas försvarsmakt består av Tonga Defence Services uppdelat i Land Force (där livgardet ingår) och Maritime Force (flottan, där marininfanteriet och flyget ingår).

### Internationella relationer
I Tonga har fyra länder ambassader: Australien, Nya Zeeland, Japan och Kina.
I oktober 1998 drog Tonga tillbaka sitt erkännande av Republiken Kina (Taiwan) som den legitima regimen i Kina och erkände istället Folkrepubliken Kina.

## Ekonomi och infrastruktur

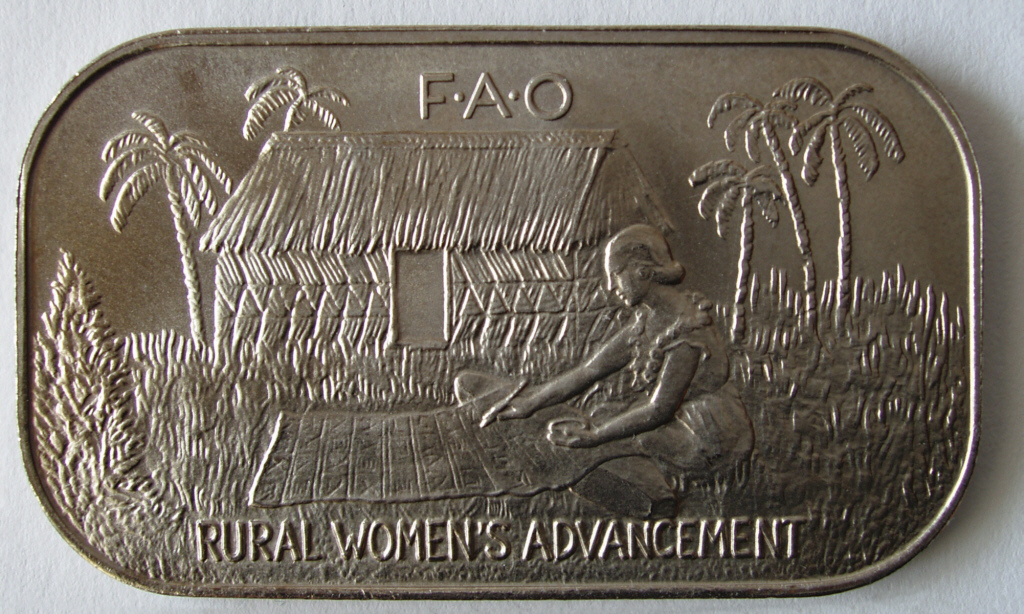
Ett tonganskt mynt som föreställer en kvinna som tillverkar tyget tapa. En tongansk specialitet.

Tongas valuta heter pa'anga och är uppdelad i 100 seniti. Tonga har en liten, öppen ekonomi med en liten export av jordbruksprodukter, såsom squash, kokosnötter, bananer och vanilj. Landet är beroende av import av mat, framför allt från Nya Zeeland. Turismen står för en stor del av landets inkomster, men man är även beroende av ekonomiskt stöd från utlandet. En stor del av invånarna är självförsörjande jordbrukare. Tongas infrastruktur och samhällsservice är ganska väl utvecklade och inga invånare är riktigt fattiga.

### Näringsliv

#### Energi och råvaror
All elektricitet produceras av fossila bränslen, såsom olja. Naturtillgångar i landet är främst fisk och bördig jord (cirka 43,1 % av landets yta är odlingsbar mark).

### Handel
2016 exporterade Tonga varor och tjänster värderat till 35 miljoner amerikanska dollar (USD) och importerade för 288,2 miljoner dollar. Exporterna bestod mest av squash, fisk, vanilj och rotfrukter. Importerna bestod mest av livsmedel, maskineri, fordon, bränslen och kemikalier.
Exportpartners 2015:
- Japan 16,0 %
- USA 15,4 %
- Fiji 12,8 %
- Nya Zeeland 12,5 %
- Sydkorea 11,0 %
- Samoa 10,7 %
- Australien 7,5 %
- Amerikanska Samoa 6,8 %

Importpartners 2015:
- Fiji 37,7 %
- Nya Zeeland 21,2 %
- Kina 14,2 %
- USA 6,4 %
- Australien 4,5 %

### Infrastruktur

#### Transporter
Tonga har ett flygbolag, Real Tonga, och 6 flygplatser, varav huvudflygplatsen Fua'amotu International Airport (flygplatskod "TBU") ligger på Tongatapus sydöstra del och har kapacitet för internationellt flyg, och är landets enda asfalterade flygplats.
På ön finns även 680 kilometer vägar, varav 184 km asfalterade vägar, och saknar järnvägar. De viktigaste hamnarna är Nuku'alofa, Neiafu och Pangai. Landets handelsflotta bestod 2010 av 7 fartyg, varav 4 var lastfartyg.

#### Utbildning
Utbildning mellan 6 och 14 år är obligatorisk och gratis i statens skolor. Missionsskolor står för omkring 8 % av grundutbildningen, och 90 % av den högre utbildningen. Statsskolor utgör resterande. Högre utbildning inkluderar lärar- och medicinutbildning, ett litet privat universitet, en företagarskola för kvinnor och ett antal privata jordbrukarskolor. Majoriteten av den högre utbildningen bedrivs dock utomlands.
2015 uppskattades att 99,4 % av befolkningen över 15 år var läskunniga, vilket definierades som att kunna läsa och/eller skriva på tonganska eller engelska. Läskunnigheten för männen var 99,3 % och för kvinnorna 99,4 %.

## Befolkning

### Demografi

#### Minoriteter
Tonganer är etniskt sett polynesier, och de representerar mer än 97 % av befolkningen. Resterande är av blandad europeisk etnicitet, och från övriga Stilla havs-länder. Det finns även några hundra kineser i landet.

#### Migration
Dagens tonganer har ofta starka band med andra länder, och många tonganer har emigrerat till Australien, Nya Zeeland och USA för att söka arbete och en högre levnadsstandard. Det finns en stor andel tonganer i de amerikanska städerna San Mateo, East Palo Alto, Oakland, Los Angeles, Salt Lake City, Honolulu och Euless. Stora mängder tonganer finns även i Auckland på Nya Zeeland och Sydney i Australien. Den tonganska diasporan har nära band med släktingar på Tonga, och en relativt stor del av Tongas inkomster kommer från pengaöverföringar från tonganer som är bosatta utomlands till ofta äldre släktingar som valt att stanna på Tonga.[källa behövs]
Nettomigration 2016 uppgick till -17,8 migranter per 1 000 invånare.

### Språk
Tonganska är tillsammans med engelska officiellt språk i landet. Tonganska är ett austronesiskt språk som är nära besläktat med andra polynesiska språk såsom hawaiiska och samoanska.

### Religion
Den metodistiska kyrkan Siasi Uesiliana Tau‘ataina ‘o Tonga (engelska: Free Wesleyan Church of Tonga) är landets statskyrka.
Religiös tillhörighet vid folkräkningen 2011:
- Siasi Uesiliana Tau‘ataina ‘o Tonga: 36 592 (35,51 %)
- Jesu Kristi Kyrka av Sista Dagars Heliga: 18 554 (18,01 %)
- Romersk-katolska kyrkan: 15 441 (14,99 %)
- Siasi ʻo Tonga Tauʻatāina (engelska: Free Church of Tonga): 11 863 (11,51 %)
- Siasi ʻo Tonga (engelska: Church of Tonga): 6 935 (6,73 %)
- Assemblies of God: 2 602 (2,53 %)
- Tokaikolo: 2 533 (2,46 %)
- Sjundedagsadventisterna: 2 331 (2,26 %)
- Pentekostaler (Assemblies of God ej medräknat): 1034 (1,00 %)
- Constitutional Church of Tonga: 961 (0,93 %)
- Bahá'í: 777 (0,75 %)
- Anglikanska kyrkan i Aotearoa, Nya Zeeland och Polynesien: 728 (0,71 %)
- Jehovas vittnen: 462 (0,45 %)
- Frälsningsarmén: 247 (0,24 )
- Gospel: 236 (0,23 %)
- Buddhism: 183 (0,18 %)
- Hinduism: 100 (0,10 %)
- Islam: 24 (0,02 %)
- Övriga religioner: 288 (0,28 %)
- Ingen religion: 34 (0,03 %)
- Vägrade att ange religion: 877 (0,85 %)
- Ingen religion angiven: 241 (0,23 %)

Antalet personer som räknades ihop i totalen för religiös tillhörighet var 103 043, 209 personer färre än landets totala befolkning vid folkräkningen.

### Övriga befolkningsdata
Tonga håller folkräkningar varje decennium sedan 1956, och de senaste folkräkningarna hölls 2011, 2006 och 1996. Vid folkräkningen 2011 uppgick befolkningen till 103 252, varav 51 979 män (50,34 %) och 51 273 kvinnor (49,66 %), fördelat på 18 156 hushåll (varav 18 033 privata hushåll och 123 institutioner). 75 416 (73,04 %) av landets invånare bodde på dess huvudö Tongatapu.

## Kultur

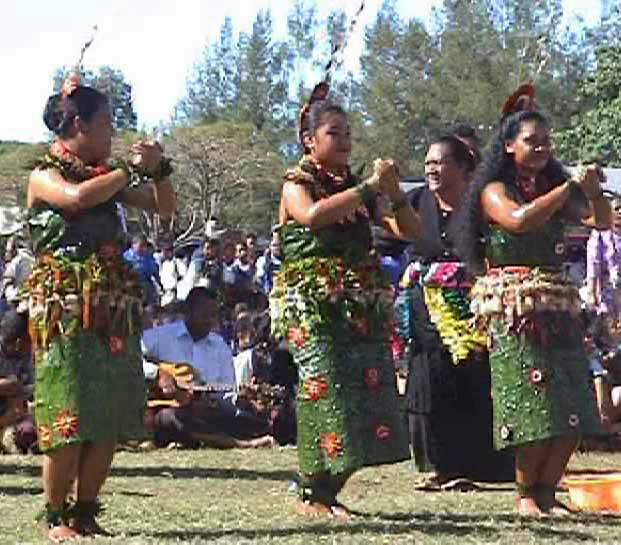
Tonganer som dansar

Tongaöarna har varit befolkade i omkring 3000 år, och invånarnas kultur har säkerligen förändrats rejält under denna långa tidsperiod. Innan européerna anlände under sent 1500- och tidigt 1600-tal var tonganerna i nära kontakt med sina närmsta grannar, Fiji och Samoa. Under 1800-talet, då västerländska handelsmän och missionärer började anlända, förändrades Tongas kultur dramatiskt. Vissa gamla vanor och övertygelser förkastades och andra togs i bruk. Vissa anpassningar som gjordes under denna tid ifrågasätts idag, då den västerländska civilisationen utvecklats.
Kulturellt medvetna tonganer har lärt sig att snabbt växla mellan den tonganska kulturen, som kallas "anga fakatonga", och "anga fakapãlangi", den västerländska kulturen.

### Sport
Rugby är Tongas nationalsport och landslaget har spelat relativt bra internationellt. Tonga har varit med i fyra världsmästerskap sedan 1987, och det som hittills slutat bäst är 2007 års mästerskap, där Tonga vann sina två första matcher, men sedan slogs ut efter två förluster, bland annat mot den blivande mästaren Sydafrika, som de var nära att slå.
Boxaren Paea Wolfgram vann en silvermedalj i supertungviktdivisionen vid Olympiska sommarspelen 1996 i Atlanta. Han var den första stillahavsidrottaren att vinna medalj i OS.

## Internationella rankningar
| Organisation                                | Undersökning                   | Rankning   |
| ------------------------------------------- | ------------------------------ | ---------- |
| Heritage Foundation/The Wall Street Journal | Index of Economic Freedom 2019 | 108 av 180 |
| Reportrar utan gränser                      | Pressfrihetsindex 2019         | 45 av 180  |
| Transparency International                  | Korruptionsindex 2018          | N/A        |
| FN:s utvecklingsprogram                     | Human Development Index 2018   | 105 av 189 |